# Hajen (filmfranchise)
Hajen (engelska; Jaws) är en amerikansk filmfranchise som började med filmen med samma namn från 1975 som ledde till tre uppföljare, åkattraktioner i Universal Studios nöjesparker och merchandise. Filmernas huvudberättelse handlar i grunden om en enorm vithaj och dess brutala attacker mot människor i specifika områden runt USA och på Bahamas. Den första filmen baserades på romanen skriven av Peter Benchley, som i sin tur inspirerades av hajattackerna vid Jersey Shore 1916. Benchley adapterade sin roman till långfilmsformat, tillsammans med hjälp av Carl Gottlieb och Howard Sackler, som därefter regisserades av nykomlingen Steven Spielberg. Även om Gottlieb fortsatte att skriva två av de tre uppföljarna, återvände varken Benchley eller Spielberg till filmserien efter den första.
Hajen betraktas som en stor vändpunkt i filmhistorien; den blev historiens första blockbuster och en av de första "high-concept"-filmerna. Filmen är också känd för introduktionen av John Williams berömda musik, som var ett enkelt komponerande av E- och F-tonerna på ett piano. Williams soundtrack vann en Oscar. Filmen vann två andra Oscars och nominerades till bästa film.
Efter succén med Hajen så skapades tre uppföljare, och alla fyra filmerna har tillsammans intjänat nästan 800 miljoner dollar världen över i biljettintäkter. Franchisen har också lett till lanseringen av olika soundtrackalbum, ytterligare romaner baserade på uppföljarna, samlarkort, invigningar av flera åkattraktioner, videospel och en musikal som hade premiär 2004. Även om den första filmen var populär bland kritiker när den ursprungligen släpptes, så blev senare uppföljare inte populära med kritiker och räknas som intäktsfiaskon. Detta mottagande har spridit sig till all annan marknadsföring, där videospelen ses som dåliga imitationer av det ursprungliga konceptet. Men trots det så har originalfilmen allmänt ansetts vara en av de bästa filmerna någonsin.
Benchley ångrade dock senare att han någonsin skrev originalboken med tanke på att filmen medförde global badskräck, samt ett hat mot vissa hajarter, främst vithajen, som fick ett onödigt dåligt rykte att vara en dödlig mördarmaskin och anses av vissa vara den främsta orsaken till den stora hajskräck som råder än idag.

## Bakgrund och skapande
Peter Benchley hade i åratal funderat "på en berättelse om en haj som attackerar människor och vad som skulle hända om den satte sitt territorium nära en befolkad plats och vägrade ge sig av."  Doubleday-redaktören Tom Congdon var intresserad av Benchleys romanidé om en vithaj som terroriserar en semesterort. Efter ett dussintal omskrivningar så levererade Benchley sitt slutgiltiga utkast januari år 1973. Titeln bestämdes inte förrän strax innan boken började tryckas. Benchley säger att han hade tillbringat månader med att fundera på titlar, av vilka många han kallar "pretentiösa". Benchley betraktade andra idéer, såsom Dödens käftar (Jaws of Death) och Leviatans käftar (Jaws of Leviathan), som "melodramatiska och konstiga". Enligt Benchley hade romanen fortfarande ingen titel förrän tjugo minuter före boken sattes i produktion. 
Två filmproducenter på Universal Pictures vid namn Richard D. Zanuck och David Brown hade hört talats om boken vid flera olika tidpunkter. Brown hörde först om det på skönlitteraturavdelningen för livsstilstidningen Cosmopolitan, som vid den tiden hans fru, Helen Gurley Brown, var chefredaktör för. Dom fick ett litet kort som gav en hyfsad detaljerad beskrivning om handlingen som avslutades med kommentaren "det kan bli en bra film". Producenterna läste om handlingen över en natt och alla var överens om att det var "det mest spännande de någonsin hade läst på länge" och att de, även om de var osäkra på hur de skulle lyckas med det, bara måste producera filmen. Brown säger att om de hade läst boken två gånger så skulle de aldrig ha gjort filmen på grund av svårigheterna med att genomföra vissa av sekvenserna. Han säger dock att "vi älskade boken. Vi trodde att den skulle bli en väldigt bra film."

## Filmer
| Film             | Utgivningsdatum i USA | Regissör(er)     | Manusförfattare                    | Producent(er)                     |
| ---------------- | --------------------- | ---------------- | ---------------------------------- | --------------------------------- |
| Hajen            | 20 juni 1975          | Steven Spielberg | Carl Gottlieb och Peter Benchley   | David Brown och Richard D. Zanuck |
| Hajen 2          | 16 juni 1978          | Jeannot Szwarc   | Carl Gottlieb och Howard Sackler   | David Brown och Richard D. Zanuck |
| Hajen 3-D        | 22 juli 1983          | Joe Alves        | Carl Gottlieb och Richard Matheson | Rupert Hitzig och Alan Landsburg  |
| Hajen 4: Hämnden | 17 juli 1987          | Joseph Sargent   | Michael de Guzmán                  | Joseph Sargent                    |

### Hajen(1975)
Första filmen utspelar sig på den fiktiva semesterorten Amity Island där en badare vid namn Chrissie Watkins blir dödad och slukad av en cirka 25 fots (7.5 meter lång) vithaj som snabbt tar ön i besittning. Polischefen Martin Brody (porträtterad av Roy Scheider ) försöker därav stänga stränderna för att skydda alla badare, men detta åsidosätts av öns kommunfullmäktige, lett av borgmästaren Larry Vaughn ( Murray Hamilton ), som vill att stranden ska förbli öppen för att upprätthålla den lokala turistekonomin. Efter flera attacker tar polischefen hjälp av marinbiologen Matt Hooper ( Richard Dreyfuss ) och hajjägaren Quint ( Robert Shaw). De tre reser ut på havet i Quints båt Orca. Efter en tid så lyckas hajen skada båten så den börjar sjunka och Quint blir brutalt uppäten, men Brody lyckas döda hajen genom att skjuta mot en tryckslufttank som han har kastat in i dess mun, som gör att hajen exploderar. Filmen slutar med att Brody och Hooper simmar bort från Quints sjunkande båt.

### Hajen 2(1978)
Den andra filmen utspelar sig återigen på Amity Island fyra år efter händelserna i originalfilmen när en ny vithaj dyker upp nära ön. Martin Brody, som efter en serie dödsfall och försvinnanden misstänker att den skyldige är en annan haj. Han har dock svårt att övertyga stadens utvalda män och blir istället sedd som paranoid och galen. När han väl fått sparken måste han agera ensam för att rädda en grupp tonåringar, inklusive hans två söner, som stöter på hajen när de är ute och seglar. Brody lyckas sedan döda hajen genom att få den bita i en undervattenskabel som elchockar hajen till döds.

### Hajen 3D(1983)
Den tredje filmen flyttar berättelsen från Amity Island till SeaWorld i Florida, en nöjespark med undervattenstunnlar och laguner. När parken förbereder sig för sin stora öppning för allmänheten så lyckas en vithajsunge ta sig in i parken som dödar flera vattenskidåkare och parkanställda. När hajungen har fångats blir det uppenbart att en mycket större haj, mamman, är den skyldige för alla dödsfall. Efter en hård kamp så lyckas Mike, en av Martin Brodys söner och delfintränaren Kathryn döda hajen efter att ha dragit ut sprinten på en granat fast inuti hajens gap som spränger den i småbitar.

### Hajen 4: Hämnden(1987)
Den fjärde och sista filmen återvänder till Amity Island, men ignorerar allt som introducerades i trean. Martin Brody bekräftas att ha dött av en hjärtattack, men hans fru Ellen Brody ( Lorraine Gary ), hävdar att han dog istället av ren och skär fruktan för hajen. Hennes yngste son, Sean, som nu arbetar som polisassistent i Amity, skickas ut på vattnet för att röja bort en stock från en boj. När han gör det blir han brutalt attackerad och dödad av en enorm haj. 
Ellen blir övertygad om att en ny haj avsiktligt har siktat in sig på hennes familj för att hämnas de första hajarnas död i de två tidigare filmerna. Ellens andra son Michael ( Lance Guest ) övertalar henne att tillbringa lite tid med hans familj på Bahamas. Men eftersom hans jobb innebär mycket tid på havet, så börjar Ellen frukta att han kommer bli hajens nästa offer. När hennes barnbarn, Thea (Judith Barsi), nätt och jämnt undviker att bli uppäten av hajen, så tar Ellen en båt ut på havet för att en gång för alla döda besten. 
Hoagie (Michael Caine ), Michael och hans vän Jake ( Mario Van Peebles ) hittar Ellen och fortsätter hennes uppdrag att döda hajen. Genom att trycka in en elektromagnetisk pulssändare i hajens gap som skickar elchocker in hajens hjärta, lyckas gruppen driva upp den ur vattnet och spetsa den i hjärtat genom att ramma in i den med Ellens båt.

## Mottagande

### Biljettintäkter
| Filmer           | Utgivningsdatum i USA | Biljettintäkter  | Biljettintäkter | Biljettintäkter   | Hänvisning |
| Filmer           | Utgivningsdatum i USA | Förenta staterna | Internationell  | Över hela världen | Hänvisning |
| ---------------- | --------------------- | ---------------- | --------------- | ----------------- | ---------- |
| Hajen            | 20 juni 1975          | $261 102 530     | $211 310 430    | $472 412 960      | [ 6 ]      |
| Hajen 2          | 16 juni 1978          | $81 766 007      | $106 118 000    | $187 884 007      | [ 7 ]      |
| Hajen 3-D        | 22 juli 1983          | $45 517 055      | $42 470 000     | $87 987 055       | [ 8 ]      |
| Hajen 4: Hämnden | 17 juli 1987          | $20 763 013      | $31 118 000     | $51 881 013       | [ 9 ]      |
| Totalt           | Totalt                | $409 148 675     | $391 016 430    | $800 165 035      |            |

Hajen var den första filmen som använde sig av "bred release" som sitt distributionsmönster. I det sammanhanget så är Hajen en mycket viktig film i filmdistributionens och marknadsföringens historia. Innan filmen släpptes så hade andra filmer vid den tiden vanligtvis en ganska sakta och försiktig visning på ett fåtal biografer i större städer, vilket möjliggjorde senare en serie av större premiärer. Allt eftersom en films framgång ökade och ryktet växte, så skickade distributörerna vidare kopior av filmen till ytterligare städer över hela landet. Filmen blev den första som använde sig av omfattande tv-reklam. Universals chef Sidney Sheinbergs motivering var att de nationella marknadsföringskostnaderna skulle amorteras till en mer gynnsam siffra per tryckning än om en långsam, skalad utgivning genomfördes. Scheinbergs chansning lönade sig, och Hajen blev en kassasuccé och en av de första blockbusters som någonsin gjorts.
Hajen 2 var den dyraste filmen som Universal hade producerat vid den tiden, och kostade studion nästan 30 miljoner dollar. Enligt David Brown gjorde filmen 40% brutto av originalet. Detta var attraktivt för studion eftersom det minskade marknadsrisken. Filmen blev den mest inkomstbringande uppföljaren då, men hamnade neråt på listan efter att Rocky II släpptes 1979. Den gick upp på 640 biografer och drog in 9 miljoner dollar under öppningshelgen. Hajen 2 drog in i slutändan 208 miljoner dollar världen över.
Hajen 3-D drog in 13 miljoner dollar under sin öppningshelg.  Den hade uppnått en total livslång världsomfattande bruttointäkt på 887 miljoner dollar. Trots att den låg etta på bio just då så var filmen bara början på filmseriens nedfall, eftersom Hajen 3-D har bara tjänat nästan 100 miljoner dollar mindre än sin föregångare och 300 miljoner dollar mindre än originalfilmen.
Hajen 4: Hämnden fick i stort sett negativa recensioner av kritikerna och tjänade den lägsta summan pengar från serien. Den anses vara en av de sämsta filmerna som någonsin gjorts. Även om filmen fortfarande ansågs vara ett kommersiellt fiasko så kunde den ändå täcka produktionskostnaderna med en global biljettförsäljning på 51 miljoner dollar. Filmen ökade dock seriens nedfall. Den drog bara in 7 miljoner dollar under sin öppningshelg, då den visades på 1 606 biografer. Detta var cirka 5 miljoner dollar mindre än föregångaren. 
Hajen är i jämförelse med andra amerikanska skräckfilmer med höga intäkter - Alien vs. Predator, Candyman, Child's Play, The Conjuring, The Exorcist, The Evil Dead, Final Destination, Fredagen den 13:e, Godzilla, Halloween, Hellraiser, Jag vet vad du gjorde förra sommaren, Terror på Elm Street, The Omen, Paranormal Activity, Psycho, The Purge, Saw, Scream och Motorsågsmassakern - en av de mest inkomstbringande skräckfilmsserierna i Nordamerika.

## Musik

### Soundtracks
| Titel                                                  | Utgivningsdatum i USA | Längd      | Kompositör(er) | Utgivare    |
| ------------------------------------------------------ | --------------------- | ---------- | -------------- | ----------- |
| Jaws: Original Motion Picture Soundtrack               | 1975                  | 35 minuter | John Williams  | MCA Records |
| Jaws 2: Original Motion Picture Soundtrack             | 1978                  | 41 minuter | John Williams  | MCA Records |
| Jaws 3-D: Original Motion Picture Soundtrack           | 1983                  | 35 minuter | Alan Parker    | MCA Records |
| Jaws: The Revenge (Original Motion Picture Soundtrack) | 1987                  | 27 minuter | Michael Small  | MCA Records |

John Williams komponerade och dirigerade musiken för de två första filmerna. Filmens ledmotiv, ett enkelt upprepande mönster av två toner, E och F, blev ett klassiskt stycke spänningsmusik, synonymt med att hajen närmar sig. När stycket först spelades för Spielberg sades det att han skrattade åt Williams och trodde att det var ett skämt. Spielberg sa senare att utan Williams musik hade filmen bara varit hälften så framgångsrik, och Williams erkänner att musiken är skälet till att hans karriär tog fart. Williams vann en Oscar för originalmusik för sitt arbete med den första filmen.